# Вейл ъф Гламорган
 Вейл ъф Гламо̀рган  (на английски: Vale of Glamorgan; на уелски: Bro Morgannwg, Бро Морга̀нуг) или в превод Долината на Гламорган е административна единица в Уелс, със статут на графство-район (на английски: county borough). Образувана е със Закона за местното управление от 1994 г. Областта се намира в Южен Уелс и граничи на север с Бридженд, Ронда Кънън Таф и Кардиф. Вейл ъф Гламорган се намира на територията на историческото графство Гламорган.

## Градове
- Бари
- Коубридж
- Лантуит Мейджър
- Пенарт